# Торкиторио II (Кальяри)

Мариано II (Торкиторио II) де Унали (Torchitorio II de Unali) (ум. 1130) — судья Кальяри.
Сын Костантино I (Салюзио II). От рождения — Мариано, при вступлении на престол принял имя Торкиторио II. В современных ему документах называется и так, и так.
Дата наследования не известна. В 1104 году в качестве судьи Кальяри упоминается его дядя Торбено (ум. не ранее 1114). Он правил несколько лет. Есть разные версии:
- Торбено после смерти Салюзио II получил власть в результате выборов, но был смещён с помощью генуэзцев и пизанцев;
- Торбено стал судьёй на время отсутствия Мариано II, который мог находиться в Святой земле.

Торбено был смещён не позднее 1107 года, после чего упоминается в нескольких документах как ближайший родственник судьи. Известно также, что он во главе вооружённого отряда Кальяри участвовал в пизанской экспедиции на Болеарские острова против Альморавидов.
О правлении Мариано II (Торкиторио II) известно мало, и его имя упоминается в основном в хартиях на пожертвования храмам Кальяри, Пизы и Генуи. Он поощрял в своих владениях деятельность генуэзских и пизанских купцов (возможно, в качестве вознаграждения за помощь в возвращении на трон).
Жена — Прециоза де Лакон. Сын — Костантино II (Салюзио III).